# Tajný kruh
Tajný kruh (anglicky The Secret Circle) je knižní série patřící do žánrů fantasy a romance, napsaná spisovatelkou L. J. Smith. Původní trilogie vyšla v roce 1992.
Příběhy se odehrávají kolem mladé Cassie, která hned po přestěhování do nového města zjišťuje, že je součástí tajného kruhu čarodějů a čarodějek. Cassie je ovšem také klíčem, který může odemknout staletí starou bitvu mezi dobrem a zlem. Podle série byl natočen i seriál Tajemství kruhu, jeho první díl měl premiéru 15. září 2011.

## Seznam knih
- Zasvěcení (anglicky The Initiation) – 1. díl série
- Otrokyně (anglicky The Captive) – 2. díl série
- Moc (anglicky The Power) – 3. díl série

## Děj

### Zasvěcení
Cassie Blake se nečekaně stěhuje do Nového města New Salem, kde krátce po příchodu nalezne elitní skupinu studentů nazvaný The Club. Ve skupině jsou dvě dívky, které se zajímají o Cassie. Faye Chamberlain a Diana Meade. Faye z ní chce udělat loutku. Diana je na druhou stranu mnohem hezčí a ti dvě se spřátelí. Cassie a Diana se začnou navzájem milovat jako sestry.
Poté, co se spřátelí s Dianou jí ostatní z kruhu začnou přijímat, i když není členem. Cassie konečně začíná mít pocit, že k nim patří, ale náhlá smrt jí změní navždy osud. Brzy se ukáže, že členové tohoto kruhu jsou čarodějové. Diana, vedoucí kruhu a Faye jí řeknou pravdu o jejím původu a zázemí čarodějnictví. Cassie dostane zasvěcení do kruhu, protože i ona je čarodějnice.

### Otrokyně
Cassie se připojila k svůdné - a smrtící - skupince, kterou si dokážete představit. Ale moc přichází s cenou, a to je víc nebezpečnější, než co ona ví. Diana, divoká Faye musí nakonec vybrat, zda má Cassie všechny schovat v Novém Salemu, nebo nechají Cassie, aby zoufale cítila svou uhrančivou lásku k Adamovi a tím roztrhala kruh. Budou v konečné bitvě mezi dobrem a zlem Cassiiny nadpřirozené schopnosti dostatečně silné, aby zvedl kruh mimo nebezpečí? Nebo jí uvnitř napadne temná síla?

### Moc
S Faye, která je novou vůdkyní Kruhu, se věci zdají být trochu mimo kontrolu. V tu katastrofální noc, kdy Faye odhaluje nevěru mezi Cassie a Adamem, temné síly terorizují Nový Salem útoky, zabijí každého, kdo je blízký Cassie a nechají její matku traumatizovanou. Ale to nejhorší teprve prijde, když nejhorší nepřítel Kruhu, Black John, povstane z mrtvých a ukáže jim, že jejich síle jsou chabý a brzy na to okouzlí Faye svým silným čarováním a přetáhne si jí na svou stranu.
Mezitím, co Diana a Cassie přesvědčili ostatní, že jsou ve velkém nebezpečí, hledači čarodějnic z Cassiiné minulosti přijdou do Nového Salemu a tentokrát udělají cokoliv, aby skutečně odhalili celému městu o tom, kdo tato skupina je. Jako spojení Blacka Johna s Cassie a kruhem je jasné, že je třeba se rozhodnout jednou a provždy, na které straně bude Cassie stát. Cassie hrozí velké nebezpečí při konečné bitvě mezi dobrem a zlem a proto doufá, že jsou její nadpřirozené dary dost silné, aby zničily ty síly zla. Pokud Cassie zvítězí, vyhraje toho víc, než se může zdát. Pokud neuspěje, energie přijde do špatných rukou a vše může být zničeno...